# 51st New York Infantry
Le 51st New York Volunteer Infantry (ou Shepard Rifles) est un régiment d'infanterie de l'armée de l'Union pendant la guerre de Sécession.

## Service
Le 51st New York Infantry est organisé à New York City, dans l'État de New York à partir du 27 juillet 1861 par consolidation de plusieurs unités incomplètes(p87) et entre en service pour une durée de trois ans d'engagement, le 23 octobre 1861, sous le commandement du colonel Edward Ferrero.
Le régiment est affecté à la deuxième brigade de Reno dans le corps expéditionnaire de Burnside en Caroline du Nord jusqu'en avril 1862. Il est dans la deuxième brigade de la deuxième division du département de Caroline du Nord jusqu'en juillet 1862. Il appartient à la deuxième brigade de la deuxième division  du IXe corps de l'armée du Potomac jusqu'en avril 1863. Il est dans l'armée de l'Ohio jusqu'en juin 1863 puis dans l'armée du Tennessee jusqu'en août 1863 avant de revenir dans l'armée de l'Ohio jusqu'en septembre 1863. Il appartient au district du centre-nord du Kentucky dans la première division du XXIIIe corps de l'armée de l'Ohio jusqu'en février 1864. Il est dans la deuxième brigade de la deuxième division du IXe corps de l'armée du Potomac jusqu'en avril 1864. Il est dans la première brigade de la deuxième division du IXe corps de l'armée du Potomac jusqu'au le 26 mai 1864. Il sert en tant que régiment d'ingénieurs dans la deuxième division du IXe corps jusqu'au 2 juillet 1864. Il est dans la première brigade de la deuxième division du IXe corps jusqu'en juillet 1865.
Le 51st New York Infantry quitte le service le 25 juillet 1865 à Alexandria en Virginie(p2394).

## Service détaillé

### 1861
Le 51st New York Infantry quitte l'État pour partir à Annapolis, au Maryland, le 29 octobre. Le régiment installe son camp à 1 mille (1,6 kilomètre) de l'académie navale des États-Unis(p87). Il est en service à Annapolis jusqu'au 6 janvier 1862. 

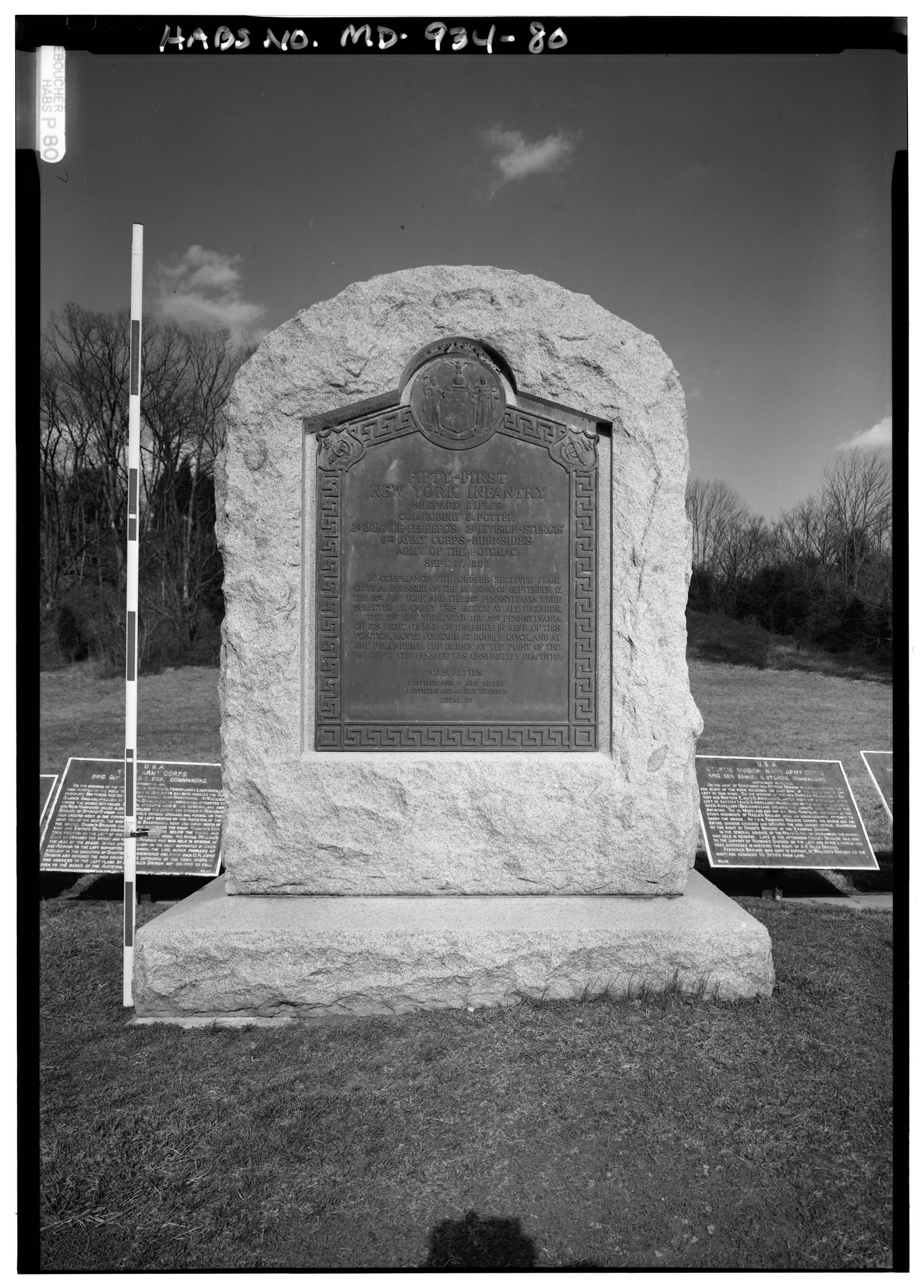
Monument du 51st New York Infantry sur le site du champ de bataille d'Antietam

### 1862
Le 51st New York Infantry prend part à l'expédition de Burnside sur Hatteras Inlet et Roanoke Island, en Caroline du Nord du 6 janvier au 7 février 1862 après avoir été transporté à bord des navires Lancer et Roncer à la forteresse Monroe(p87). Il participe à la bataille de Roanoke Island le 8 février et reste en service sur Roanoke Island jusqu'au 11 mars. Au cours de cette bataille la deuxième brigade, à laquelle le régiment appartient, fait un mouvement de flanquement à travers un marais dense et sous la pluie. Le régiment participe alors à un assaut féroce contre le fort confédéré et met en déroute les troupes qui l'occupent. À l'issue, le régiment entre en premier dans le fort et hisse le drapeau de l'Union(p91). 
Il part pour New Bern en Caroline du Nord du 11 au 13 mars à bord des navires Lancer et Pioneer(p92) et prend part à la bataille de New Bern le 14 mars. Le régiment, avec le 21st Massachusetts Infantry, se retrouve face  à des ravins couverts par des confédérés positionnés dans des trous d'hommes. Le régiment subit les tirs des confédérés pendant trois heures jusqu'à ce qu'il se retrouve à court de munitions. Le régiment lance alors une charge à la baïonnette qui expulse les confédérés hors de leurs positions. Le régiment subit au cours de la bataille 75 pertes dont un officier et quatorze hommes du rang(p97). L’aumônier militaire Orlando Benton se trouve parmi les victimes, tué alors qu'« il encourageait les hommes à faire leur devoir »(p99).  
Il participe à l'expédition vers Elizabeth City du 17 au 19 avril. Il est en service à New Bern jusqu'en juillet. Il part pour Newport News, en Virginie du 6 au 9 juillet, puis à Fredericksburg du 2 au 4 août. Il marche pour secourir Pope du 12 au 15 août.  
Il prend part à la campagne de la Virginie septentrionale de Pope du 16 août au 2 septembre. Il est à Kelly's Ford le 21 août et à Sulphur Springs les 23 et 24 août. Il est dans les plaines de Manassas du 27 au 29 août. Il participe à la bataille de Groveton le 29 août et à la seconde bataille de Bull Run le 30 août. Il combat lors de la bataille de Chantilly le 1er septembre. Au cours de cette dernière bataille, le régiment subit la perte d'un seul homme du rang, blessé mortellement(p2395).  
Il participe à la campagne du Maryland du 6 au 22 septembre. Il prend part à la bataille de Frederick City le 12 septembre puis à la bataille de South Mountain le 14 septembre et à la bataille d'Antietam les 16 et 17 septembre. Il est à Pleasant Valley jusqu'au 27 octobre et marche ensuite vers Falmouth, en Virginie du 27 octobre au 17 novembre. Il est à Jefferson le 11 novembre et à Sulphur Springs le 13 novembre et à Warrenton le 15 novembre. Il participe à la bataille de Fredericksburg du 12 au 15 décembre. Lors de cette bataille, le premier lieutenant George Washington Whitman, frère de Walt Whitman, est légèrement blessé(p335).

### 1863
Le 51st New York Infantry prend part à la « marche dans la boue » du 20 au 24 janvier 1863. Il part pour Newport News, en Virginie le 19 février, puis à Covington et Paris au Kentucky du 26 mars au 1er avril. Il va ensuite vers Mt. Sterling, au Kentucky le 3 avril, et à Lancaster du 6 au 7 mai, et à Crab Orchard le 23 mai.  
Il se rend à Vicksburg, au Mississippi du 3 au 17 juin et prend part au siège de Vicksburg du 17 juin au 4 juillet. Il avance sur Jackson, au Mississippi du 5 au 10 juillet et participe à son siège du 10 au 17 juillet. Il prend part à la destruction de chemin de fer à Madison Station du 19 au 22 juillet. Il est ensuite à Milldale jusqu'au 6 août. Il part pour Cincinnati en Ohio du 6 au 20 août, puis à Nicholasville au Kentucky.

### 1864
Le 51st New York Infantry est en service de la prévôté dans le district du Kentucky du département de l'Ohio jusqu'en février 1864. Les vétérans ont un congé en mars et avril. Il se rend à Annapolis au Maryland et rejoint le corps. Il participe à la campagne de la Rapidan à la James du 3 mai au 15 juin. Il prend part à la bataille de la Wilderness du 5 au 7 mai et à la bataille de Spotsylvania du 8 au 12 mai. Il est sur la rivière Po le 10 mai et la rivière Ny le 12 mai. Il prend part à la bataille de Spotsylvania Court House du 12 au 21 mai et à l'assaut contre le Saillant le 22 mai. Il participe à la bataille de la rivière North Anna du 23 au 26 mai. Il est sur la ligne de la Pamunkey du 26 au 28 mai. Il participe à la bataille de Totopotomoy 28 au 31 mai et à celle de Cold Harbor du 1er au 12 juin. Il est à Bethesda Church du 1er au 3 juin et devant Petersburg du 16 au 18 juin. Il prend part au siège de Petersburg du 16 juin 1864 au 2 avril 1865. Il participe à l'explosion de la Mine à Petersburg le 30 juillet 1864. Il prend part à la deuxième bataille de Weldon Railroad du 18 au 21 août et à la bataille de Poplar Grove Church à Peebles's Farm  du 29 septembre au 2 octobre. Il participe à la bataille de Boydton Plank Road, à Hatcher's Run les 27 et 28 octobre. 

### 1865
Le 51st New York Infantry prend part  la bataille de fort Stedman, à Petersburg le 25 mars 1865. Il participe à la campagne d'Appomattox du 28 mars au 9 avril et à l'assaut et la chute de Petersburg le 2 avril. Il prend part à la poursuite de Lee vers Farmville du 3 au 9 avril. Il part pour Petersburg, puis pour City Point et Washington D.C., du 20 au 28 avril. Il défile lors de la grande revue des armées le 23 mai. Le 3 juin, les hommes du 109th New York Infantry qui n'ont pas atteint le terme de leur engagement sont transférés dans le régiment(p2394). Il est en service à Washington D.C., et à Alexandria, en Virginie., jusqu'en juillet.

## Victimes
Le régiment perd un total de 378 hommes pendant le service ; 9 officiers et 193 soldats sont tués ou blessés mortellement, 2 officiers et 174 soldats meurent de maladie.

## Commandants
- Colonel Edward Ferrero (14 octobre 1861 – 22 septembre 1862)[1](p87),[2](p2395)
- Colonel Robert Brown Potter (10 septembre 1862 – 29 mars 1863)[5](plxviii),[2](p2395)
- Colonel Charles Le Gendre (14 mars 1863 – 4 octobre 1864[6](p40),[2](p2395)
- Colonel Gilbert McKibbin[note 6],[2](p2399)

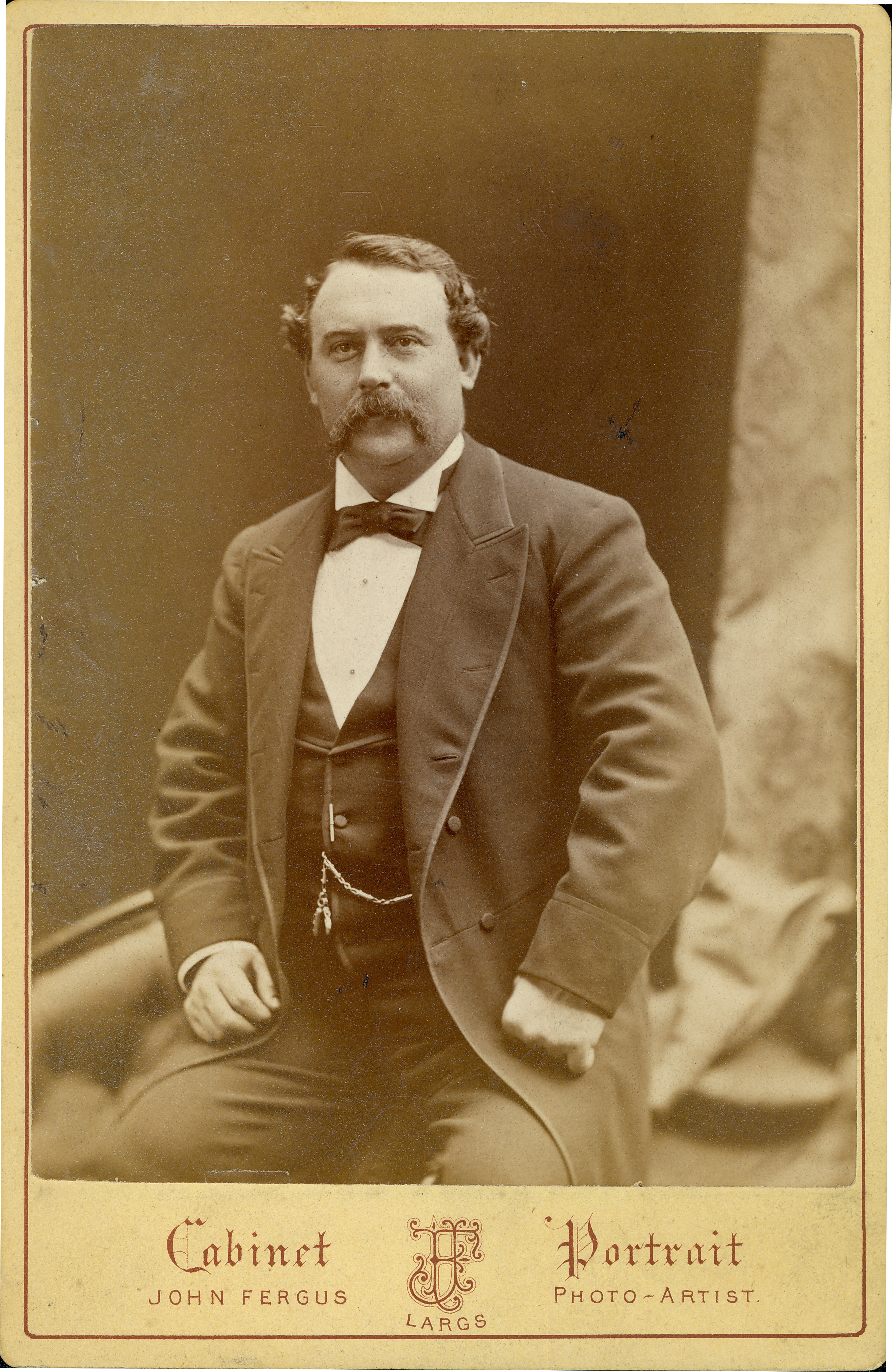
John G. Wright, vers 1880

- John G. Wright, vers 1880Colonel John Gibson Wright (18 mai – 25 juillet 1865)[7](p1063),[2](p2395)

## Membres notables
- Sergent Orlando E. Caruana, lcompagnie K - récipiendaire de la médaille d'honneur pour les actions lors de la bataille de New Bern et de la bataille de South Mountaine.